# Orden José Martí
La Orden José Martí es una distinción cubana, la más alta del país y el tercer honor más alto (detrás de los títulos de Héroe de la República y de Héroe del Trabajo). Recibe su nombre del prócer nacional José Martí, que aparece en la placa.
Se otorga a ciudadanos cubanos o extranjeros por sus servicios a la causa de la paz o logros sobresalientes en la educación, la cultura, las ciencias, los deportes o el trabajo creativo.
Fue instituida el 2 de diciembre de 1972 y reformada (también renombrada de «Orden Nacional José Martí» a «Orden José Martí»), como todas las condecoraciones cubanas, en 1979.
El diseño fue realizado por el escultor José Delarra.
- Imagen del tipo 2 de la condecoración (1979-presente).
- Imagen del tipo 1 de la condecoración (1972-1979).

## Personajes condecorados
La lista de personalidades condecoradas con esta Orden, otorgada por la república de Cuba.
| País              | Nombre                      | Año  |
| ----------------- | --------------------------- | ---- |
| Chile             | Salvador Allende            | 1972 |
| Rumania           | Nicolae Ceaușescu           | 1973 |
| Alemania Oriental | Erich Honecker              | 1974 |
| Unión Soviética   | Leonid Brezhnev             | 1974 |
| Tanzania          | Julius Nyerere              | 1974 |
| Irak              | Saddam Hussein              | 1978 |
| Cuba              | Alicia Alonso               | 1980 |
| Corea del Norte   | Kim Il-sung                 | 1986 |
| España            | Felipe González             | 1986 |
| Zimbabue          | Robert Mugabe               | 1986 |
| Burkina Faso      | Thomas Sankara              | 1986 |
| Namibia           | Sam Nujoma                  | 1991 |
| Sudáfrica         | Nelson Mandela              | 1991 |
| Venezuela         | Hugo Chávez                 | 1999 |
| Bielorrusia       | Aleksandr Lukashenko        | 2000 |
| China             | Hu Jintao                   | 2004 |
| Guinea-Bisáu      | João Bernardo Vieira        | 2007 |
| Argentina         | Fanny Edelman               | 2011 |
| Vietnam           | Nguyễn Phú Trọng            | 2012 |
| Rusia             | Vladímir Putin              | 2014 |
| Serbia            | Tomislav Nikolić            | 2015 |
| Bolivia           | Evo Morales                 | 2016 |
| Venezuela         | Nicolás Maduro              | 2016 |
| Vietnam           | Nguyễn Xuân Phúc            | 2021 |
| México            | Andrés Manuel López Obrador | 2022 |